# Ōkawa (Kōchi)
Ōkawa (大川村?) è un villaggio giapponese della prefettura di Kōchi.